# Agoliinus shibatai
Agoliinus shibatai är en skalbaggsart som beskrevs av Takeshiko Nakane 1983. Agoliinus shibatai ingår i släktet Agoliinus och familjen Aphodiidae. Inga underarter finns listade i Catalogue of Life.